# Mishneh Torah
(Maimonide, Lettera a Joseph)
La Mishneh Torah (in ebraico מִשְׁנֶה תּוֹרָה ‎?, "Ripetizione della Torah") sottotitolato Sefer Yad HaHazaka (ספר יד החזקה "Libro della Mano Forte,") è un codice ebraico di legge religiosa (Halakhah) scritto da Maimonide (Rabbi Moshe ben Maimon, noto anche come RaMBaM o "Rambam"), uno dei rabbini più importanti della storia ebraica. Il Mishneh Torah fu compilato tra l'anno 1170 e il 1180 (4930-4940) mentre Maimonide viveva in Egitto ed è considerato il suo magnum opus. Fonti successive ci si riferiscono quindi semplicemente come "Maimon", "Maimonide" o "RaMBaM", sebbene Maimonide abbia composto altre opere.
Mishneh Torah consiste di quattordici libri suddivisi in sezioni, capitoli e paragrafi. È l'unica opera medievale che riporti nei particolari tutte le osservanze e pratiche ebraiche, incluse quelle leggi che furono applicabili solo durante l'esistenza del Tempio di Gerusalemme, e rimane un'opera molto importante nell'Ebraismo.
Il titolo è una designazione originalmente usata per il libro biblico del Deuteronomio e il suo sottotitolo, "Libro della Mano Forte", deriva dalla sua suddivisione in 14 libri; il valore numerico di quattordici, quando rappresentato dalle lettere ebraiche Jodh (10) Dalet (4), forma la parola yad ("mano").
Maimonide intendeva offrire un compendio completo della Legge Orale in modo che quella persona che avesse imparato prima la Torah Scritta e poi la Mishneh Torah non dovesse avere bisogno di alcun altro libro. Le reazioni contemporanee furono di vario genere: con forte e subitanea opposizione concentrata sul fatto che mancavano le fonti primarie, credendo inoltre che Maimonide volesse soppiantare lo studio del Talmud con la sua opera. Maimonide rispose animatamente a queste critiche e la Mishneh Torah gode tuttora di profonda stima e riverenza nell'ambito del pensiero religioso ebraico. Secondo alcune autorità, una decisione non può andar contro un'opinione di Maimonide, anche quando sembra opporsi al senso di un passo del Talmud, perché in tali casi si assume che le parole del Talmud siano state interpretate incorrettamente. Ne risulta quindi che: "Si deve seguire Maimonide anche quando abbia opposto i suoi insegnanti, poiché egli sicuramente conosceva le loro opinioni e, se decideva contro di esse, egli doveva aver disapprovato le loro interpretazioni."

## Origini, fonti e lingua
Maimonide ha cercato brevità e chiarezza nella sua Mishneh Torah e, come nel suo Commentario alla Mishnah ("Pirush Hamishnayot", 1158), si è astenuto dal dettagliare le sue fonti, considerando sufficiente nominarle nella prefazione. Ha estratto dalla Torah e dal resto dell'opera Tanakh, da entrambi i Talmudim, dalla Tosefta, e dai Midrashim halakhici, principalmente la Sifra e il Sifre. Alcuni credono che egli preferisse le sentenze di alcune collezioni di Midrash piuttosto che le sentenze del Talmud, il che era cosa rara a quell'epoca.
Altre fonti includono i responsa (teshuvot) dei Gheonim. Le massime e le decisioni dei Gheonim sono spesso presentati con la frase introduttiva "I Gheonim hanno deciso" o "Esiste un regolamento dei Gheonim" mentre le opinioni di Isaac Alfasi e dell'allievo di Alfasi, Joseph ibn Migash, sono precedute dalle parole "i miei insegnanti hanno deciso" (anche se non vi è alcuna fonte diretta che confermi ibn Migash quale insegnante di Maimonide). Secondo Maimonide, i Gheonim sono stati considerati "incomprensibili ai nostri giorni e ci sono pochi che sono in grado di comprenderli". Ci sono stati anche momenti in cui Maimonide fu in disaccordo con ciò che veniva insegnato in nome dei Gheonim.
Un certo numero di leggi sembrano non avere alcuna fonte in nessuna delle opere citate; si pensa che Maimonide le abbia dedotte da interpretazioni indipendenti dalla Bibbia o che siano basate su versioni precedenti di testi talmudici non più in nostro possesso. Maimonide stesso afferma un paio di volte nella sua opera che egli possedesse ciò che considerava testi del Talmud più accurati di quelli che la maggior parte delle persone possedevano ai suoi tempi. Ciò è stato confermato in una certa misura dalle versioni del Talmud conservate dagli ebrei yemeniti: ragione per cui in precedenza si erano ritenute decisioni senza fonte.

### Lingua e stile
La Mishneh Torah è scritta in ebraico, nello stile della Mishnah. Come afferma nella prefazione, Maimonide era riluttante a scrivere in aramaico talmudico, dal momento che non era molto conosciuto. Le sue opere precedenti erano state scritte in arabo.
La Mishneh Torah non cita mai fonti o argomentazioni, limitandosi ad affermare la decisione finale sulla legge da seguire in ogni situazione. Non vi è alcuna discussione di interpretazione talmudica o metodologia, e la sequenza dei capitoli segue la questione fattuale nell'oggetto delle leggi piuttosto che il principio intellettivo coinvolto.
È chiaro che il genio e l'equilibrio spirituale di Maimonide permeano lo stile di questa opera colossale, scritta in una casetta della vecchia Cairo, quasi una grotta. Nelle migliaia di frasi, ogni verso rivela la sua armonia col tutto, ogni passo concorda con ogni parte del testo - in forma e contenuto. Ogni sezione si adatta organicamente col complesso totale pur mantenendo la sua struttura distinta e completa. L'armonia della composizione viene preservata con la più grande economia di parole e idee. Maimonide sapeva di star scrivendo il libro definitivo. L'omissione delle usuali fonti ne conferma il proposito: non voleva convincere, voleva concludere. In contrasto con le investigazioni analitiche, quasi esclusivamente praticate dai talmudisti, si dedicò totalmente alla sintesi. Non gli interessavano i dibattiti ragionati e deprecava controversie e pedanterie. Maimonide voleva che il suo Codice "appianasse la via agli studenti e rimuovesse gli ostacoli, cosicché la loro comprensione non fosse affaticata da discussioni eccessive."
Per dieci lunghi anni Maimonide lavorò giorno e notte, raccogliendo materiale sparso e astruso, che era "confuso e nascosto tra colline e montagne" di sapere. L'opera prodotta da questo decennio di pesante lavoro è rimasta un pilastro di saggezza, grandemente ammirato da tutte le successive generazioni e che rimane il baluardo della letteratura ebraica insieme con l'altro immenso edificio del Talmud.
La quantità di materiale con cui doveva confrontarsi era enorme e terribilmente complicata. Dovette raccogliere tutte le regole, decisioni, leggi, normative speciali, istituzioni locali, usanze e tradizioni, rituali e standard, adattandoli dentro i "compartimenti" del suo sistema. In totale fedeltà alla tradizione ebraica, Maimonide seguì il Talmud con rigore e consistenza: giudicò legge ognuna delle decisioni talmudiche. Se, come spesso succedeva, le questioni rimanevano irrisolte, egli stesso prendeva la decisione. Questa, e non l'attività di raccolta, fu la sua più grande realizzazione.

## I libri e le sezioni
I numerali dopo i titoli rappresentano il numero di capitoli per ciascun libro (in grassetto) e per ciascuna sezione
1. HaMadda'  (Conoscenza): 46
  1. Yesodei ha-Torah: Fede in Dio e altri principi della fede ebraica - 10
  2. De'ot: giusto comportamento generale - 7
  3. Talmud Torah: studio della Torah - 7
  4. Avodah Zarah: proibizione contro l'idolatria - 12
  5. Teshuvah: la legge e filosofia del pentimento - 10
2. Ahavah (Amore): il precetto che deve esser seguito sempre, per ricordarsi continuamente dell'amore che dobbiamo a Dio (preghiera, (HE)  tefillin) - 46
  1. Keriyat shema (Recitazione dello Shemà) - 4
  2. Tefilah uvirkat kohanim (Preghiera e benedizione sacerdotale) - 15
  3. Tefillin, mezuzah, vesefer torah (Filatteri, Mezuzah e Rotolo della Torah) - 10
  4. Tzitzit (Frange) - 3
  5. Berakhot (Benedizioni) - 11
  6. Milah (Circoncisione) - 3
3. Zemanim (Tempi): 97
  1. Shabbat - 30
  2. Eruvin, un sistema rabbinico che facilita l'osservanza dello Sabbath - 8
  3. Yom Tov: proibizioni da osservarsi nelle principali Festività ebraiche e che sono differenti dalle proibizioni dello Sabbath - 8
  4. Shevitat 'Asor: leggi dello Yom Kippur, eccetto che per le funzioni al Tempio (cfr. sotto, Avodat Yom ha-Kippurim) - 3
  5. Hametz u-Matza: vedi Pesach - 8
  6. Shofar ve-Lulav ve-Sukkah: vedi Rosh haShanah e Sukkot - 8
  7. Hanukah u-Meghillah: vedi Hanukkah e Purim - 4
  8. Shekalim (Quote del Tempio) - 4
  9. Kidush haḥodesh (Santificazione del Novilunio) - 19
  10. Ta'aniyot (Giorni di digiuno) - 5
4. Nashim (Donne): - 53
  1. Ishut: leggi del matrimonio, inclusi kiddushin e ketubah - 25
  2. Gheirushin: leggi del divorzio - 13
  3. Yibum va-Chalitzah: leggi del levirato - 8
  4. Na'arah Betulah: la legge per un uomo che seduce e violenta una donna nubile - 3
  5. Sotah leggi per una donna sospettata di infedeltà - 4
5. Kedushah (Santità) - 53
  1. Issurei Biah: relazioni sessuali proibite, inclusi niddah[13], incesto e adulterio. Poiché il "matrimonio misto" con non-ebrei è proibito, si includono anche le leggi di conversione all'ebraismo - 22
  2. Ma'akhalot Assurot: leggi dei cibi proibiti (vedi kashrut) - 17
  3. Shechitah: leggi del macello rituale - 14
6. Hafla'ah (Separazione): legge sui voti e giuramenti - 43
  1. Shevuot: leggi sui voti (astenersi dal fare un'azione) - 12
  2. Nedarim: leggi dei giuramenti (fare un'azione) - 13
  3. Nezirot: legge del Nazireato - 10
  4. Erachin: leggi delle donazioni al Tempio - 8
7. Zera'im (Semi): leggi agricole - 85
  1. Kilayim: legge delle miscele proibite - 10
  2. Aniyim: leggi dei donativi obbligatori ai poveri - 10
  3. Terumot: leggi dei doni ai sacerdoti - 15
  4. Maaser: leggi delle decime - 14
  5. Sheini: leggi delle decime secondarie - 11
  6. Bikurim: leggi delle offerte dei primi frutti - 12
  7. Shemittah veyovel: leggi dell'anno sabbatico e di giubileo - 13
8. Avodah (Servizio Divino): le leggi del Tempio di Gerusalemme - 95
  1. Beit habeḥirah (Tempio) - 8
  2. Kelei hamikdash veha'ovdim bo (Utensili e Officiatori del Tempio) - 10
  3. Bi'at mikdash (Ingresso al Santuario) - 9
  4. Isurei mizbe'aḥ (Cose proibite all'altare) - 7
  5. Ma'aseh hakorbanot (Procedure sacrificali) - 19
  6. Temidin umusafin (Offerte quotidiane e aggiuntive) - 10
  7. Pesulei hamukdashin (Offerte rese non idonee) - 19
  8. Avodat yom hakipurim (Giorno di Espiazione) - 5
  9. Me'ilah (Trasgressione) - 8
9. Korbanot (Offerte): leggi delle offerte al Tempio, eccetto quelle dell'intera comunità - 45
  1. Korban pesaḥ (Offerta di Pesach) - 10
  2. Ḥagigah (Offerte festive) - 3
  3. Bekhorot (Primizie) - 8
  4. Shegagot (Offerte per trasgressioni commesse in errore) - 15
  5. Meḥusarei kaparah (Coloro la cui espiazione non è completa) - 5
  6. Temurah (Offerte sostitutive) - 4
10. Tohorah (Purificazione): regole della purezza rituale - 144
  1. Tumat hamet (Impurità da cadavere) - 25
  2. Parah adumah (La giovenca rossa) - 15
  3. Tumat tsara'at (Impurità da lebbra) - 16
  4. Metamei mishkav umoshav (Coloro che rendono impuri sedili e giacigli) - 13
  5. She'ar avot hatumah (Altre impurità) - 20
  6. Tumat okhelin (Impurità da cibo) - 16
  7. Kelim (Utensili) - 28
  8. Mikvaot (Vasche d'immersione) - 11
11. Nezikin (Ingiurie): legge criminale e di responsabilità civile - 62
  1. Nezikei mamon (Danni da beni mobili) - 14
  2. Genevah (Furto) - 9
  3. Gezelah va'avedah (Rapina e oggetti smarriti) - 18
  4. Ḥovel umazik (Ferimento e lesioni) - 8
  5. Rotse'aḥa ushemirat nefesh (Omicidio e tutela della vita) - 13
12. Kinyan (Acquisizione): leggi di mercato - 75
  1. Mekhirah (Vendite) - 30
  2. Zekhiyah umatanah (Acquisto e donativi) - 12
  3. Shekhenim (Vicini) - 14
  4. Sheluḥin veshutafin (Agenti e soci) - 10
  5. Avadim (Servitori) - 9
13. Mishpatim (Diritti): legge civile - 75
  1. Sekhirut (Assunzioni) - 13
  2. She'elah ufikadon (Prestare e depositare) - 8
  3. Malveh veloveh (Creditori e debitori) - 27
  4. To'en venitan (Supplica/Patrocinio) - 16
  5. Naḥalot (Eredità) - 11
14. Shofetim (Giudici): leggi riguardanti i legislatori, il Sinedrio, il re e i giudici. Tratta anche delle leggi noachiche e quelle dei "tempi messianici" - 81
  1. Sanhedrin (Sinedrio) - 26
  2. Edut (Prova/Testimonianza) - 22
  3. Mamrim (Ribelli) - 7
  4. Evel (Lutto) - 14
  5. Melakhim umilḥamotehem (Re e loro guerre) - 12

- Totale capitoli = 1 000

## Prime reazioni

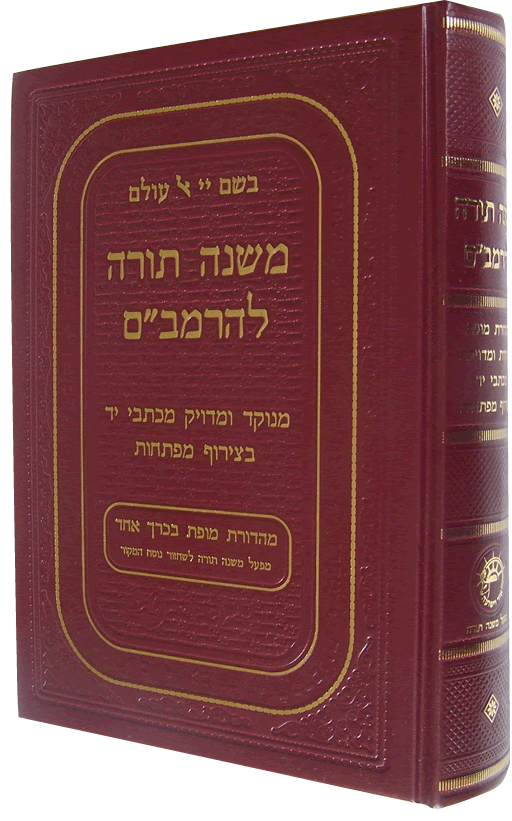
1º volume della Mishneh Torah

### Critici e critiche
La Mishneh Torah fu fortemente osteggiata al suo primo apparire. Le principali fonti di conflitto furono l'assenza di fonti e la convinzione degli osteggiatori che il lavoro fosse destinato a sostituire lo studio del Talmud. Alcune critiche sembravano meno razionali in natura. In verità, Maimonide cita il Talmud nell'affermare che si dovrebbe studiare il Talmud per un terzo del proprio tempo di studio.
L'avversario più sincero ma influente, i cui commenti vengono stampati parallelamente a quasi tutte le edizioni della Mishneh Torah, fu Rabbi Abraham Ben David di Posquières
Molti critici sono stati particolarmente ostili contro i nuovi metodi da lui utilizzati e quelle peculiarità, che Maimonide aveva considerato come meriti speciali del suo lavoro, non piacquero ai suoi avversari perché erano innovazioni. Quindi lo rimproverarono per aver scritto in ebraico invece che nel consueto linguaggio talmudico, perché aveva abbandonato l'ordine talmudico e introdotto una divisione e disposizione di suo invenzione e perché a volte aveva osato di decidere secondo la Tosefta e il Talmud di Gerusalemme contro il Talmud babilonese.
Particolarmente acerba fu la colpa riversata su Maimonide perché aveva trascurato di citare le sue fonti; ciò era considerata una prova della sua arroganza, dal momento che rendeva difficile, se non assolutamente impossibile, agli studiosi di verificare le sue affermazioni e costringeva a seguire le sue decisioni assolutamente. Eppure, nonostante tutto questo, Maimonide rimase certo che in futuro la Mishneh Torah avrebbe trovato grande supporto e diffusione. Esprime questo in una fiduciosa lettera al suo allievo Rabbi Joseph ben Judah di Ceuta:
I tempi gli diedero ragione. Il Codice di Mosè Maimonide fu moltiplicato libro su libro da scribi professionisti e fu acquistato e trasportato in tutte le parti del mondo da ebrei che visitavano l'Egitto provenienti da molti paesi per vendere legno e metalli e comprare spezie e gemme. La Mishneh Torah presto progredì trionfalmente nel cuore della diaspora, raggiungendo la Palestina, Siria, Arabia e Babilonia; arrivò nell'Africa nord-occidentale, Spagna, Francia meridionale e Italia. Conquistò il cuore e l'entusiasmo di studiosi, studenti, rabbini e giudici. Velocemente ottenne l'ammissione alle accademie e corti giuridiche, studi privati e case di studio pubbliche. Divenne un libro di testo per studenti, un compendio per giudici, e un'opera di riferimento per tutti gli ebrei assetati di sapere. Molte comunità lo adottarono come proprio libro delle Leggi. Il nome di Moshe ben Maimon si diffuse all'estero e risuonò nei villaggi sperduti di nazioni distanti, ispirando meraviglia. La buona novella raggiunse il Nordafrica e lo Yemen con rinnovato impeto ad aumentare l'ammirazione per l'autore che già vi esisteva, e come le leggende di inconcepibili tesori dell'estremo Oriente, la sua fama penetrò le terre cristiane, che ancora sapevano poco o nulla dell'esistenza di Maimonide, la "Luce della Diaspora".

### Risposta di Maimonide

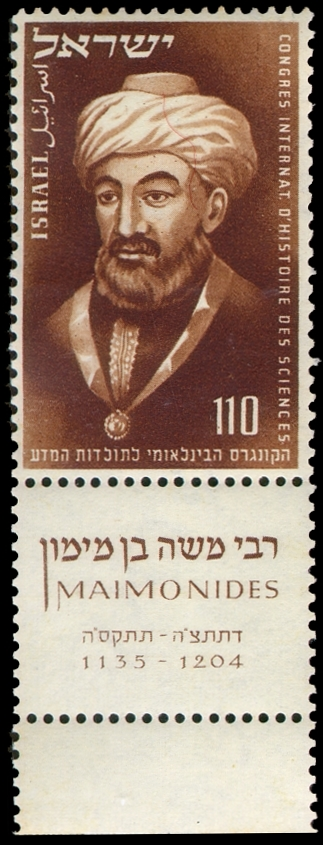
Francobollo israeliano commemorativo di Maimonide, emesso per il VII Congresso Internazionale della Storia della Scienza, Gerusalemme.

Maimonide si difese. Non aveva composto questo lavoro per la gloria; desiderava solo fornire il Codice necessario ma mancante, perché c'era il pericolo che gli studenti, stanchi del difficile studio, potessero errare nelle decisioni di importanza pratica
Osservò che non era mai stata sua intenzione abolire gli studi talmudici, né aveva mai detto che non c'era bisogno delle "halakhot" di Rabbi Isaac Alfasi, perché egli stesso aveva insegnato ai suoi allievi la Ghemarah e, su loro richiesta, l'opera di Alfasi.
Disse che la sua omissione delle fonti era dovuta solo al suo desiderio di brevità, anche se si rammaricava di non aver scritto un lavoro supplementare citando le sue autorità per quelle halakhot le cui fonti non erano evidenti dal contesto. Maimonide aggiunse che, tuttavia, qualora le circostanze lo avessero permesso, avrebbe rimediato a questo errore, per quanto faticoso potesse essere scrivere un tale supplemento
Abraham Ben David fu costretto a riconoscere che l'opera di Maimonide era un magnifico contributo, né esitò a lodarlo e approvare le sue opinioni in molti passaggi, citando e commentando le fonti.
Opere successive (ad esempio Kesef Mishneh di Yosef Karo) si preoccuparono di trovare fonti per le decisioni di Maimonide e di risolvere eventuali controversie tra lui e Abraham.

### Yonah da Gerona
Una menzione speciale deve essere fatta per Yonah da Gerona, cugino di Nachmanide ("Ramban"), che inizialmente era stato uno degli accesi avversari della Mishneh Torah. Negli anni 1240 Yonah era stato coinvolto nel rogo di un certo numero di copie del Moreh Nevukhim e del Sefer ha-Madda. Se ne rammaricò quando vide il Talmud bruciato dai cristiani a Parigi nel 1244, nello stesso posto dove erano stati bruciati i libri di Maimonide, e interpretò il fatto come un segno del Cielo che si era sbagliato. Partì subito per la Terra di Israele per chiedere perdono sulla tomba del Rambam in presenza di dieci testimoni, componendo un classico sulla penitenza (dal titolo Shaarei Teshuva, "Le porte del pentimento") durante la sua ricerca interiore.

## Influenze

### Decisori
Così l'opera di Maimonide, nonostante gli aspri attacchi, ben presto vinse il riconoscimento generale, come autorità di primaria importanza per le decisioni rituali. Secondo diverse autorità, una decisione non può esser presa in opposizione ad un'opinione di Maimonide anche se quest'ultima sembra opporsi al senso di un passaggio del Talmud perché in questi casi si presume che le parole del Talmud siano state interpretate in modo errato. Similmente: "Si deve seguire Maimonide anche quando abbia opposto i suoi insegnanti, poiché egli sicuramente conosceva le loro opinioni e, se decideva contro di esse, egli doveva aver disapprovato le loro interpretazioni."
Anche quando autorità successive, come Asher ben Jehiel (il Rosh), decidevano in opposizione a Maimonide, diventò una regola degli ebrei orientali di seguire quest'ultimo, sebbene gli ebrei europei, in particolare gli ashkenaziti preferissero il parere del Rosh in tali casi. Ma la speranza che Maimonide aveva espresso che nel tempo futuro unicamente la sua opera fosse accettata (e studiata, ad esclusione di tutte le altre), si è realizzata solo a metà. La sua Mishneh Torah è davvero ancora molto popolare ma non è la sola ad essere studiata.
Ironia della sorte, mentre Maimonide si era astenuto dal citare le fonti per brevità (o forse perché aveva progettato il suo lavoro affinché fosse utilizzato senza prima studiare il Talmud o altro), il risultato è stato spesso l'opposto di ciò che intendeva. Svariati commentari sono stati realizzati: cercano di fornire riferimenti alla documentazione originaria mancante e anzi oggi la Mishneh Torah è talvolta usata come una sorta di indice per aiutare a localizzare passaggi talmudici. Nei casi in cui le fonti di Maimonide o l'interpretazione di queste siano discutibili, la mancanza di chiarezza ha occasionalmente portato a lunghe analisi e dibattiti - tutto il contrario della brevità che l'autore cercava di raggiungere. D'altra parte, questo è diventato un problema solo per studenti e studiosi che si dilungano a cercar fonti della Mishneh Torah, cosa che Maimonide voleva abrogare. Secondo Maimonide stesso, dedurre la legge dalle fonti era già diventata una proposizione precaria (per una serie di ragioni) - anche ai suoi tempi. Ciò si riferisce necessariamente a problematiche diverse, come l'influenza dell'Esilio, le competenze linguistiche, la mancanza di tempo, la censura e le versioni alternative del Talmud.

## Pubblicazione e accuratezza testuale

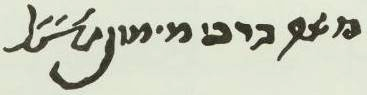
Firma autografa di Maimonide

Nel corso del tempo molti errori e distorsioni testuali sono apparsi nelle varie edizioni della Mishneh Torah di Maimonide. Queste imprecisioni si trovano nel testo delle decisioni, nei disegni fatti dal Rambam, nonché nella divisione (e quindi nella numerazione) delle decisioni.
Ci sono varie ragioni per queste inesattezze. Alcune sono dovute a errori nella trascrizione dei manoscritti (prima dell'età di stampa) o errori da parte di compositori (tipografi) delle edizioni successive. Altre sono volute, a causa di tentativi di "correggere" il testo, e altri ancora a causa della censura cristiana (nei paesi controllati dal cristianesimo). Inoltre Maimonide spesso modificava il testo della sua copia autografa cosicché i manoscritti copiati dal suo libro originario non hanno mantenuto le sue correzioni successive.
La versione ricevuta potrebbe non essere il testo che Maimonide intendeva leggessimo.
Spesso le distorsioni trovate nelle versioni esistenti generavano domande sulla Mishneh Torah che erano risolte in molti modi diversi e creativi dagli studiosi nel corso delle generazioni; se la versione è stata corretta in base a manoscritti affidabili questi problemi non si pongono.
Al fine di determinare l'esatta versione gli studiosi utilizzano i primi manoscritti affidabili (alcuni dei quali contengono la firma autografa di Maimonide), che sono privi sia di censura cristiana sia di modifiche fatte da lettori successivi che hanno cercato di "correggere" il testo da soli, senza prove manoscritte. Dalla metà del XX secolo ci sono state cinque stampe scientifiche del libro:
- L'edizione di Rabbi Shabsai Frankel comprende edizioni critiche dei commentatori "classici" della Mishneh Torah e anche il libro stesso. Tuttavia il testo della Mishneh Torah di questa edizione si basa molto sulle edizioni a stampa piuttosto che sui primi manoscritti e le letture varianti sono relegate a note marginali e ad un apparato alla fine di ogni volume. Sono stati pubblicati tutti i volumi.
- L'edizione di Rabbi Yosef Qafih è basata principalmente sui manoscritti yemeniti e comprende un ampio commento del rabbino Qafih, che esamina le discussioni dei commentari classici della Mishneh Torah e comprende la citazione testuale di commentari precedenti, nella loro intierezza.
- L'edizione Yad Peshutah di Rabbi Nahum Rabinovitch, Rosh Yeshiva della Yeshivat Birkat Moshe a Ma'ale Adumim. Questa edizione si basa su una serie di manoscritti (diversi sono utilizzati per diversi libri, in base alla loro affidabilità) e comprende un commentario originale sulla Mishneh Torah. Finora sono stati stampati circa la metà dei volumi.
- L'Esatta Mishneh Torah, un'edizione del rabbino Yitzchak Shelat, anche lui di Yeshivat Birkat Moshe, che non contiene nessun commentario. Mette a confronto le versioni stampate con la versione permanente. A tutt'oggi quattro volumi sono stati stampati; l'editore prevede di stampare due nuovi volumi all'anno.
- Unica edizione di un volume (1000 pagine), pubblicato dalla Yeshivat Or Vishua e ora alla sua terza edizione, rispecchia tutte le edizioni basate su manoscritti affidabili, accompagnato da indici a margine, ma senza alcun commentario. Il testo è stato nuovamente controllato, basandosi principalmente sull'edizione di Rabbi Yosef Qafih. Offre letture varianti dalle altre edizioni principali solo nei casi in cui i cambiamenti siano significativi. Il progetto "Torah Mishneh Project" della yeshiva prevede inoltre di pubblicare un'edizione tascabile a più volumi, che comprendono i segni vocalici diacritici e rimandi ad altri brani e ad altre opere di Maimonide. La versione pocket di Sefer Ha-Madda ("Il Libro della Conoscenza" – Libro I) è già in stampa.

La stessa Mishneh Torah è stata oggetto di una serie di commentari: Kesef Mishneh di Yosef Karo, Mishné la-Melech, Lechem Mishné, Radvaz e Hagahot Maimoni (che spiega le usanze ashkenazite). La maggior parte dei commentatori mirano a risolvere le critiche di Rabbi Abraham Ben David e cercano di tracciare le fonti di Maimonide nel testo di Talmud, Midrash e Gheonim.
I successivi codici della legge ebraica, ad esempio Arba'ah Turim di Rabbi Jacob ben Asher e Shulchan Aruch di Rabbi Yosef Karo, gravano pesantemente sul lavoro di Maimonide e in entrambi vengono citate intere sezioni, spesso riportate testualmente.
Inoltre ci sono stati molti tentativi fino ad oggi per costringere coloro che seguono le decisioni del Rambam a passare allo Shulchan Aruch o qualche altra opera di Minhag/Halakhah. In risposta a questo, Rabbi Yosef Karo ha scritto:

## Oggi

### Album studio

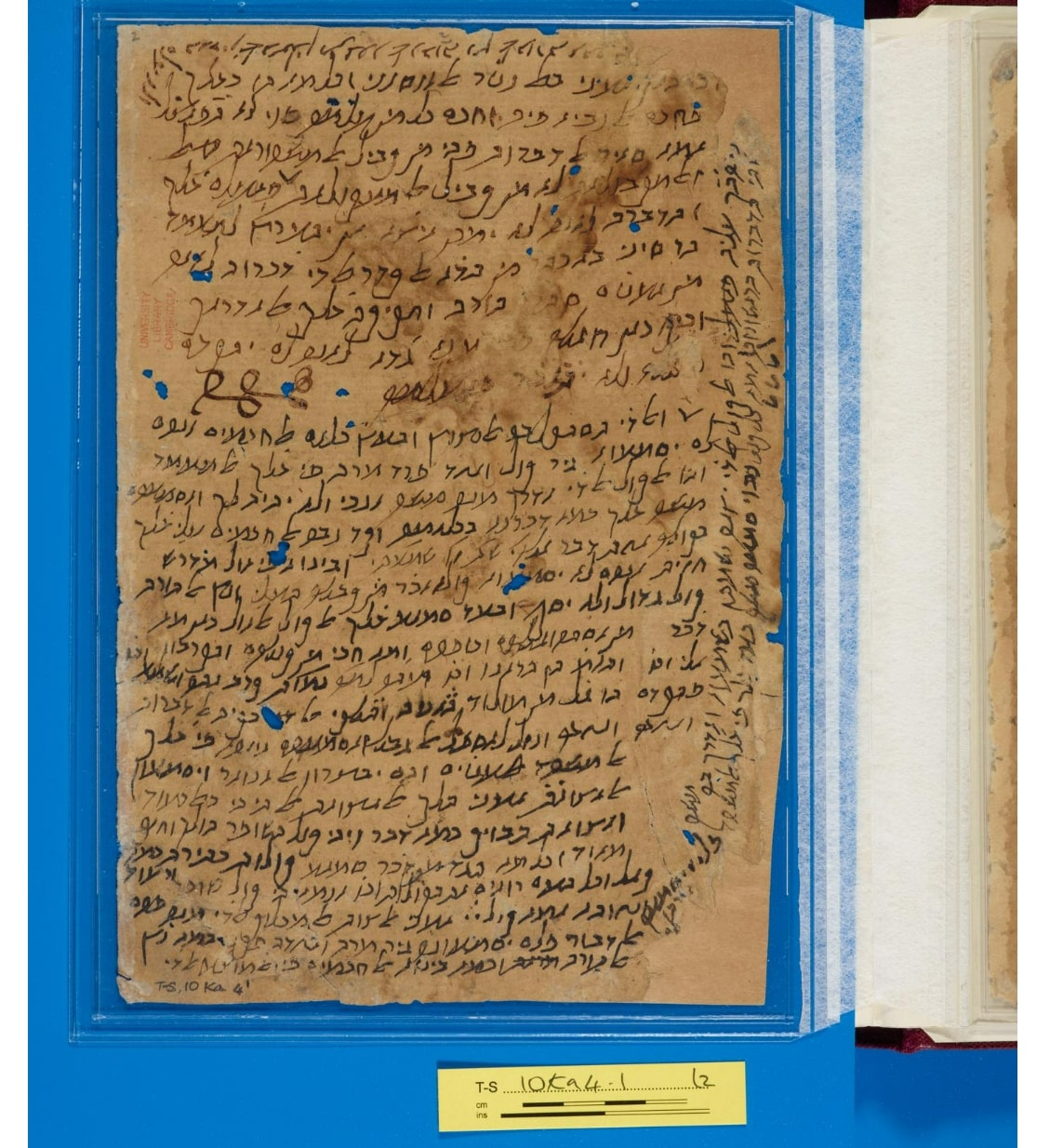
Pagina manoscritta da Maimonide, in arabo con lettere in ebraico.

Lo studio approfondito della Mishneh Torah ha subito una rinascita tra gli ebrei lituani alla fine del XIX secolo. I lituani non la usarono come fonte per la Halakhah pratica, poiché seguivano le autorità Ashkenazite come Moshe Isserles e lo Shulchan Aruch. Invece la usavano come guida per l'interpretazione e la metodologia talmudiche. Considerando il fatto che la Mishneh Torah omette completamente questi argomenti, tale lettura sembra paradossale ed inadatta. Ma il loro metodo era quello di confrontare il materiale talmudico originario con la decisione finale di Maimonide, al fine di ricostruire le regole di interpretazione che dovevano essere state utilizzate per passare dall'uno all'altra.
Importanti autorità recenti, che hanno scritto commentari sull'opera, comprendono i rabbini Meir Simcha di Dvinsk (Ohr Somayach), Chaim Soloveitchik (Chiddushei Rabbeinu Chaim), Yitzchok Isaac Krasilschikov (Tevunah), Isser Zalman Meltzer (Even HaEzel) e, più recentemente, il Rebbe Lubavitcher, Menachem Mendel Schneerson (Hadran al HaRambam), Elazar Shach (Avi Ezri) e Rabbi Yosef Kapach.

Oggi migliaia di ebrei ortodossi, in particolare i chassidim Chabad, partecipano a uno dei cicli annuali di studio della Mishneh Torah (1 o 3 capitoli al giorno), per iniziativa del Rebbe di Lubavitch Menachem Mendel Schneerson (1902-1994), cominciata nella primavera del 1984. Parallelamente al ciclo dei 3 capitoli quotidiani esiste anche uno studio giornaliero dello Sefer Hamitzvoth ("Libro dei Comandamenti"), anch'esso scritto da Maimonide.
La Mishneh Torah è spesso una delle prime fonti della Torah consultate quando si esamina una questione di legge ebraica. Allo stesso modo molti discorsi accademici (ad esempio il discorso tradizionale del rabbino sullo Shabbat che precede Pesach e Yom Kippur) spesso ruotano attorno ad una concordanza tra due passaggi dell'opera di Maimonide.

### Pratica
Per quanto riguarda l'halakhah maaseh (applicazione pratica della legge ebraica), sebbene la maggior parte degli ebrei osservino la legge ebraica secondo diversi altri codici rabbinici organizzati sullo Shulchan Aruch, un numero crescente di ebrei yemeniti, nonché vari altri, vengono attratti dalla Mishneh Torah come loro codice preferito di legge ebraica, secondo il quale vivere. La considerano forse come un "ritorno alle radici", alle usanze fondamentali dei loro antenati.
Una persona che ha contribuito a questo fenomeno è stato Rabbi Yiḥyah Qafiḥ, il fondatore del movimento Dor Daim in Yemen. La Mishneh Torah era sempre stata una delle principali opere nella comunità Yemenita Baladi (locale, tradizionalista) – per mantenere le tradizioni e usanze locali. Suo nipote, il rabbino Yosef Qafiḥ (scritto anche Gafah, Qafahh o Kapach), ha continuato questo lavoro a livello scientifico pubblicando un commentario quasi enciclopedico dell'intera Mishneh Torah, comprese le proprie interpretazioni impostate su un testo della Mishneh Torah, basato su autorevoli manoscritti conservati dalla comunità ebraica yemenita. L'introduzione alla sua edizione è rinomata come difesa dell'osservanza della Halakhah secondo i dettami della Mishneh Torah
Durante la sua vita Rabbi Yosef Qafiḥ fu una figura di primo piano nella comunità yemenita Baladi, in generale ma anche come Dor Daim o "rambamista" stretto. Alla morte di Yosef Qafiḥ, Rabbi Rasson Arusi ha in gran parte riempito il vuoto, divenendo il principale rappresentante pubblico delle comunità Baladi e rambamiste. Rabbi Rasson Arusi è il fondatore delle organizzazioni "Halikhoth Ahm Yisroel" e "Makhon Mishnath haRambam",, direttore del Dipartimento Matrimoni del Rabbinato di Israele e Rabbino Capo della città di Kiryat Ono in Israele. Rav Arusi e l'organizzazione "Makhon Mishnath haRambam" hanno pubblicato diversi libri di commentari su varie parti e aspetti della Mishneh Torah e anche argomenti relativi alla comunità ebraica yemenita. Oltre alle opere di Rabbi Yosef Qafiḥ e di Rabbi Rasson Arusi esiste una serie di altri commentari alla Mishneh Torah scritti dai leader della comunità ebraica yemenita.

### Etnologia
Gli studiosi specializzati nello studio della storia e della sottocultura dell'ebraismo nella Cina premoderna (Sino-Giudaica) hanno notato che questa opera ha sorprendenti analogie con la liturgia degli ebrei di Kaifeng, discendenti di mercanti persiani che si stabilirono nel periodo delle Cinque dinastie e dieci regni, durante la prima Dinastia Song. Al di là di analogie scritturali, Michael Pollak commenta che il Pentateuco degli ebrei è stato suddiviso in 53 sezioni, secondo lo stile persiano. Egli sottolinea inoltre:

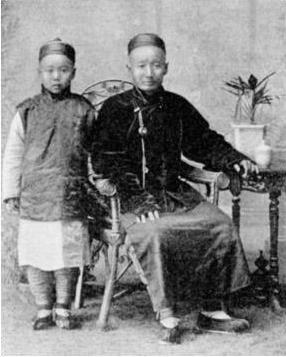
Ebrei di Kaifeng
, fine XIX secolo

La Mishneh Torah veniva usata dagli ebrei dell'India quando Maimonide era ancora vivo. In risposta ad una lettera dei rabbini di Lunel (Francia), che gli chiedevano di tradurre la sua Guida dei perplessi dall'arabo all'ebraico, Maimonide lodava la loro pietà, alla luce di quello che lui considerava come una generale stagnazione della religiosità in tutto il resto del mondo ebraico. Tuttavia, commentava: "Proprio di recente alcuni uomini benestanti si sono presentati e hanno comprato tre copie del mio codice [la Mishneh Torah], che hanno poi distribuito tramite messaggeri... Così l'orizzonte di questi ebrei si è esteso e la vita religiosa in tutte le comunità fino all'India si è rivitalizzata". Ulteriore riprova che la Mishneh Torah circolava in India è fornita da una lettera inviata da Safed (Israele) all'Italia nel 1535. In essa David del Rossi afferma che un mercante ebreo di Tripoli gli aveva detto che la città dell'India chiamata Shingly (Kodungallur) possedeva una grande comunità ebraica che si dilettava nel commercio annuale del pepe con i portoghesi. Per quanto riguardava la loro vita religiosa, continua David: "Loro riconoscono solamente il Codice di Maimonide e non possiedono altra autorità o legge tradizionale".

## Traduzioni

### In lingua inglese
- L'editore Moznaim Publishing Corp. pubblica una traduzione inglese annotata[34] - 29 volumi sono disponibili, inclusa l'intera Mishneh Torah. Chabad.org ha completato un'ottima versione virtuale di questa traduzione. La traduzione Chabad esclude le annotazioni di Rabbi Eliyahu Touger presenti nella versione stampata.[35] Per un elenco di quali comandamenti si trovino in quali libri, vedi la Lista dei Mitzvos.
- Traduzione condensata di Philip Birnbaum: "Maimonides' Mishneh Torah: Yad Hazakah", Hebrew Pub. Co. 1944. ISBN 0-88482-437-3
- L'editore Feldheim ha pubblicato un'edizione dei primi due libri basati sul manoscritto di Oxford, con una traduzione di Moses Hyamson. Poiché la traduzione è stata eseguita su testi tradizionali stampati, non sempre combacia con l'ebraico.
- L'edizione nella serie Yale Judaica della Mishneh Torah è quasi completa.
  - Introduzione, Isadore Twersky (1982) ISBN 0-300-02846-6
  - Libro 2, The Book Of Love ("Il Libro dell'Amore"), Menachem Kellner (2004) ISBN 0-300-10348-4
  - Libro 3, The Book Of Seasons ("Il Libro delle Stagioni"), Solomon Gandz & Hyman Klein (1961) ISBN 0-300-00322-6
  - Libro 3, Trattato 8, The Sanctification of the New Moon ("La Santificazione della Luna Nuova"), Solomon Gandz, Julian Obrmann, Otto Neugebauer (1956) ISBN 0-300-00476-1
  - Libro 4, The Book Of Women ("Il Libro delle Donne"), Isaac Klein (1972) ISBN 0-300-01438-4 / ISBN 978-0-300-01438-9
  - Libro 5, The Book Of Holiness (Il Libro della Santità"), Leon Nemoy, Louis I. Rabinowitz, & Philip Grossman (1965) ISBN 0-300-00846-5
  - Libro 6, The Book Of Asseverations ("Il Libro delle Asseverazioni"), B. D. Klein (1962) ISBN 0-300-00633-0
  - Libro 7, The Book Of Agriculture ("Il Libro dell'Agricoltura"), Isaac Klein (1979) ISBN 0-300-02223-9
  - Libro 8, The Book Of Temple Service ("Il Libro del Servizio Templare"), Mendell Lewittes (1957) ISBN 0-300-00497-4
  - Libro 9, The Book Of Offerings ("Il Libro delle Offerte"), Herbert Dan, (1950) ISBN 0-300-00398-6
  - Libro 10, The Book Of Cleanness ("Il Libro della Purificazione"), Herbert Dan, (1954) ISBN 0-300-00397-8
  - Libro 11, The Book Of Torts ("Il Libro del Diritto Civile"), Hyman Klein (1954) ISBN 0-300-00632-2
  - Libro 12, The Book Of Acquisitions ("Il Libro delle Acquisizioni"), Isaac Klein (1951) ISBN 0-300-00631-4
  - Libro 13, The Book Of Civil Laws ("Il Libro delle Leggi Civili"), Jacob J. Rabinowitz (1949) ISBN 0-300-00845-7
  - Libro 14, The Book Of Judges ("Il Libro dei Giudici"), Abraham M. Hershman (1949) ISBN 0-300-00548-2
- Nel novembre 2006, il rabbino Mayer Alter Horowitz ha annunciato che la casa editrice A.F.M.B.[36] aveva cominciato una traduzione "Perush HaMeir" per chiarire e spiegare la Mishneh Torah del Rambam. A marzo 2012, i seguenti volumi sono stati pubblicati in ebraico e in inglese: Yesodei HaTorah (HE) /(EN) ; Avodas Yom HaKippurim (HE) /(EN) ; Shvisas Osor (HE)  & (HE) /(EN) ; Korban Pesach (HE) ; Teshuva (HE) ; Shofar (HE)  & (HE) /(EN) ; Melochim (HE) ; Chametz U'Matzah (HE) ; Pesach Haggadah/Hilchos HaSeder (HE) .[37]

### In italiano
In italiano l'opera è stata tradotta due volte, da Jedidiah ben Moses da Recanati nel 1580 e da D. J. Maroni nel 1870. Non sono però state reperite edizioni correnti (2012) e in stampa.

## Citazione
Sul libero arbitrio: